# Sipayung (Sukajaya)
Sipayung is een bestuurslaag in het regentschap Bogor van de provincie West-Java, Indonesië. Sipayung telt 6808 inwoners (volkstelling 2010).